# Erica melastoma
Erica melastoma là một loài thực vật có hoa trong họ Thạch nam. Loài này được Andrews mô tả khoa học đầu tiên năm 1799.

## Hình ảnh

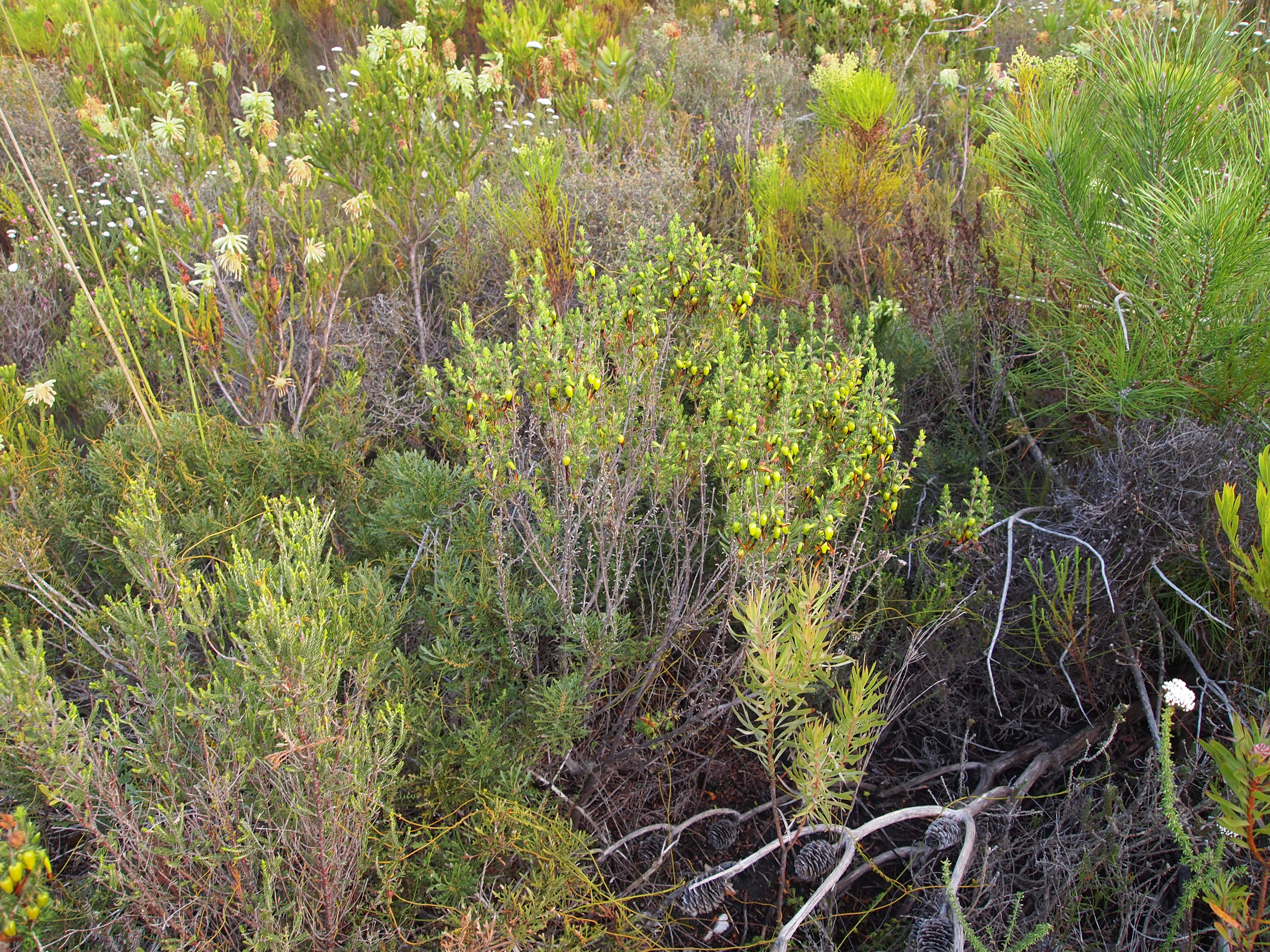